# Хайме Майор Ореха
Хайме Майор Ореха (ісп. Jaime Mayor Oreja; нар. 12 липня 1951, Сан-Себастьян) — іспанський і баскський політик, колишній міністр і член Генеральних кортесів, з 2004 року є членом Європейського парламенту.

## Біографія
Вивчав сільськогосподарське машинобудування в Політехнічному університеті Валенсії. У 1977 році він став брати участь у політичній діяльності в рамках Союзу демократичного центру. З 1980-х — депутат регіонального парламенту Країни Басків від провінції Гіпускоа.
У 1980 році він став міністром туризму регіонального уряду. 30 липня 1982 призначений повноважним представник уряду Іспанії в Країні Басків. 29 грудня того ж року новий соціалістичний уряд звільнив його з займаної посади.
У 1984 році невдало балотувався від демократичної коаліції на посаду президента Країни Басків. У 1987 році свою власну регіональну партію під назвою Союз баскського народу, в 1989 році він вступив в Народну партію. У тому ж році отримав мандат депутата в Конгресі депутатів. З цього часу він сидів у парламенті, представляючи різні каденції провінції Біскайя і Алава.
У 1996 році обраний заступником генерального секретаря Народної партії. З 1996 по 2001 — міністр внутрішніх справ в уряді Хосе Аснара. У 2001 році знову невдало балотувався на посаду президента Країни Басків.
У 2004 році отримав мандат члена Європейського парламенту. Голова делегації Народної партії в рамках ЄНП. На європейських виборах у 2009 році з успіхом переобраний.